# Palæ
Et palæ (af fransk, palais og oprindeligt latin, palatium = palads) er på dansk betegnelsen for adelens eller det højere borgerskabs bybolig til vinterbrug. I sjældnere tilfælde anvendes det også om kongelige residenser, eksempelvis Prinsens Palæ i København. Et palæ er typisk en bygning i to eller tre etager.
I bogen Københavnske palæer fra 1967 defineres et palæ som:
| Citat | Det er et grundmuret byhus, som ved sin størrelse og arkitektur - såvel ydre som indre - skiller sig fra de mere beskedne hustyper, og som er opført udelukkende som privatbolig for en enkelt mand med familie og husstand i modsætning til etagehuset beregnet til flere familier, som kun har trappen til fælles. | Citat |
|       | |       |